# 1779 Парана
1779 Парана (1779 Paraná) — астероїд головного поясу, відкритий 15 червня 1950 року.
Тіссеранів параметр щодо Юпітера — 3,668.